# Ludovic Turpin
Ludovic Turpin (ur. 22 marca 1975 w Laval) – francuski kolarz.
- Wzrost: 1.7 m
- Waga: 57 kg

Ściga się w gronie profesjonalistów z UCI Pro Tour.